# Akamaru (ö)

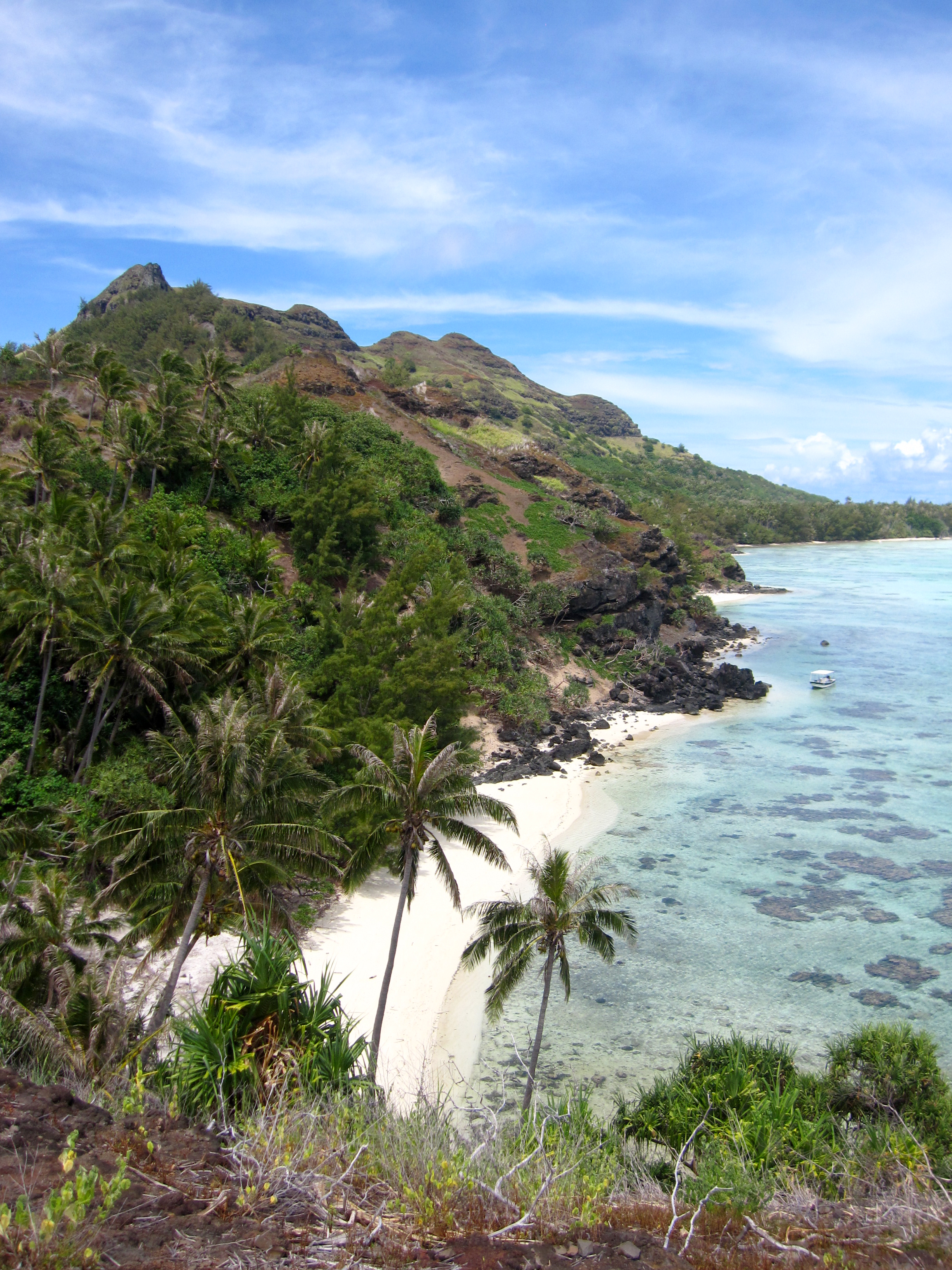
Landskap på Akamaru.

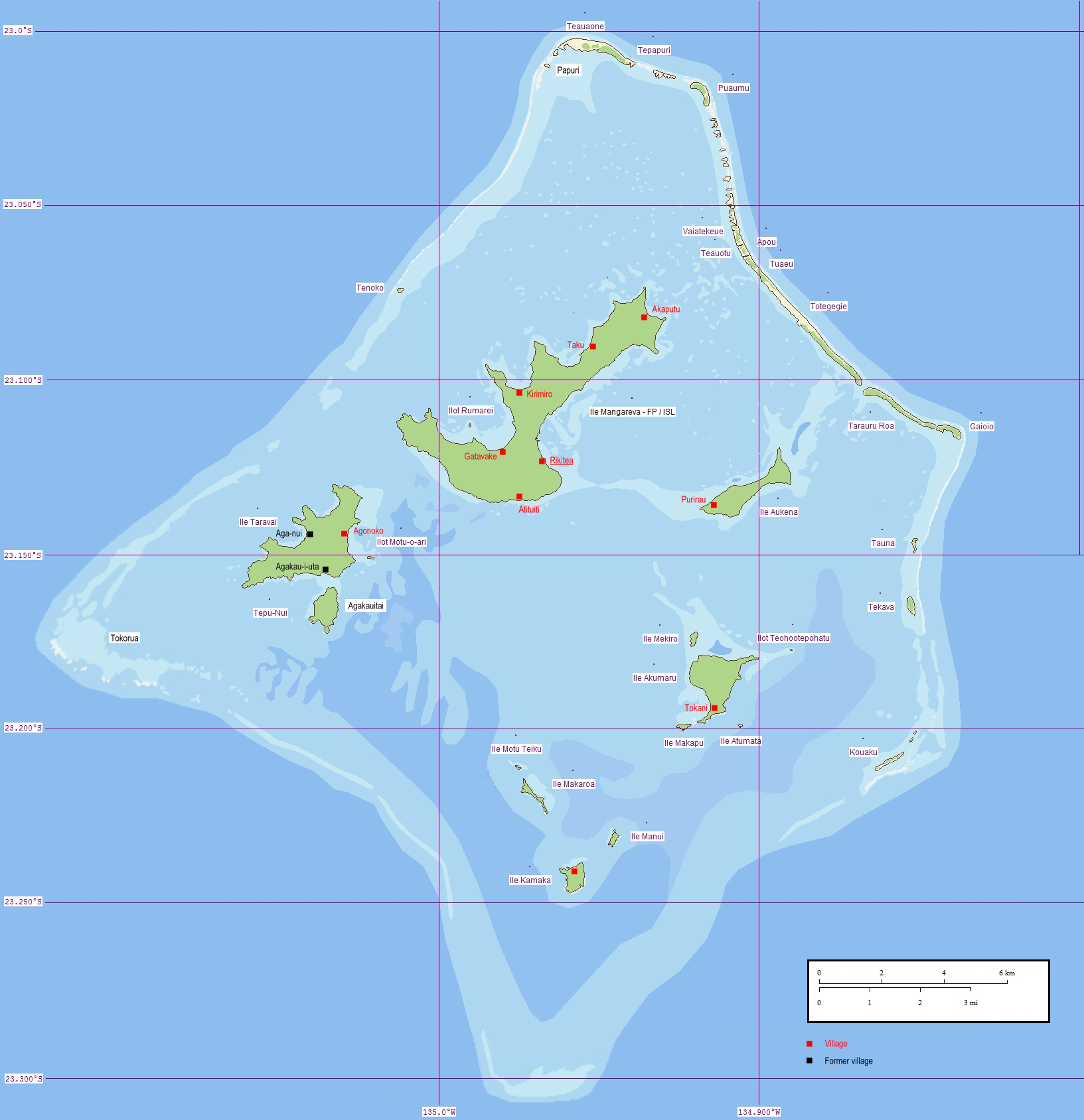
Översiktskarta

Akamaru (franska: île Akamaru) är en ö i Franska Polynesien i Stilla havet.

## Historia
Akamaru beboddes troligen av polynesier redan på 900-talet. Ön upptäcktes av brittiske James Wilson 1797. 1834 inleddes här övergången till kristendom bland Gambieröarna när de franska pastorerna Honoré Laval och François Caret anlände till ön och höll sin första mässa här. 1903 införlivades ön tillsammans med övriga öar inom Franska Polynesien i det nyskapade Établissements Français de l'Océanie (Franska Oceanien).

## Geografi
Akamaru ligger i ögruppen Gambieröarna och ligger ca 1.700 km sydöst om Tahiti. Ön har en area om ca 2,1 km² och har endast ca 11 invånare som alla bor i orten Tokani. strax utanför ligger även småön Motu Mekiro, förvaltningsmässigt tillhör ön Mangareva bara ca 8 km därifrån. Högsta höjden är ca 246 m ö.h. Ön en kyrka Église Notre-Dame de la Paix.